# Епархия Кадапы
Епархия Кадапы (лат. Dioecesis Cuddapahensis) — епархия Римско-Католической церкви c центром в городе Кадапа, Индия. Епархия Кадапы входит в митрополию Хайдарабада. Кафедральным собором епархии Кадапы является церковь Пресвятой Девы Марии.

## История
19 октября 1976 года Римский папа Павел VI издал буллу Quoniam ad recte, которой учредил епархию Кадапы, выделив её из епархии Неллора.

## Ординарии епархии
- епископ Abraham Aruliah Somavarapa (28.10.1976 — 24.01.1998);
- епископ Prakash Mallavarapup (22.05.1998 — 26.07.2002);
- епископ Doraboina Moses Prakasam (26.07.2002 — 7.12.2006) — назначен епископом Неллора;
- епископ Prasad Gallela (31.01.2008 — по настоящее время).

## Источник
- Annuario Pontificio, Ватикан, 2007
- Булла Quoniam ad recte, AAS 69 (1977), стр. 314  (лат.)